# Acorazado Vasco da Gama
El Vasco da Gama fue un buque blindado portugués que durante su vida útil fue remodelado varias veces, recibiendo varias calificaciones: ironclad, corbeta-acorazado, acorazado y crucero acorazado. El barco entró en servicio con la Marina portuguesa en 1878, sirviendo hasta 1935. Fue construido por Thames Iron Works en Londres, botado en 1876 y terminado en 1878. Sirvió como buque insignia de la flota portuguesa para la mayor parte de su larga y pacífica carrera, que duró unos 57 años. Fue reconstruido y fuertemente modernizado entre 1901 y 1903 en Italia. Ya obsoleto en la década de 1930, el Vasco da Gama finalmente se vendió para desguazar en 1935.

## Diseño

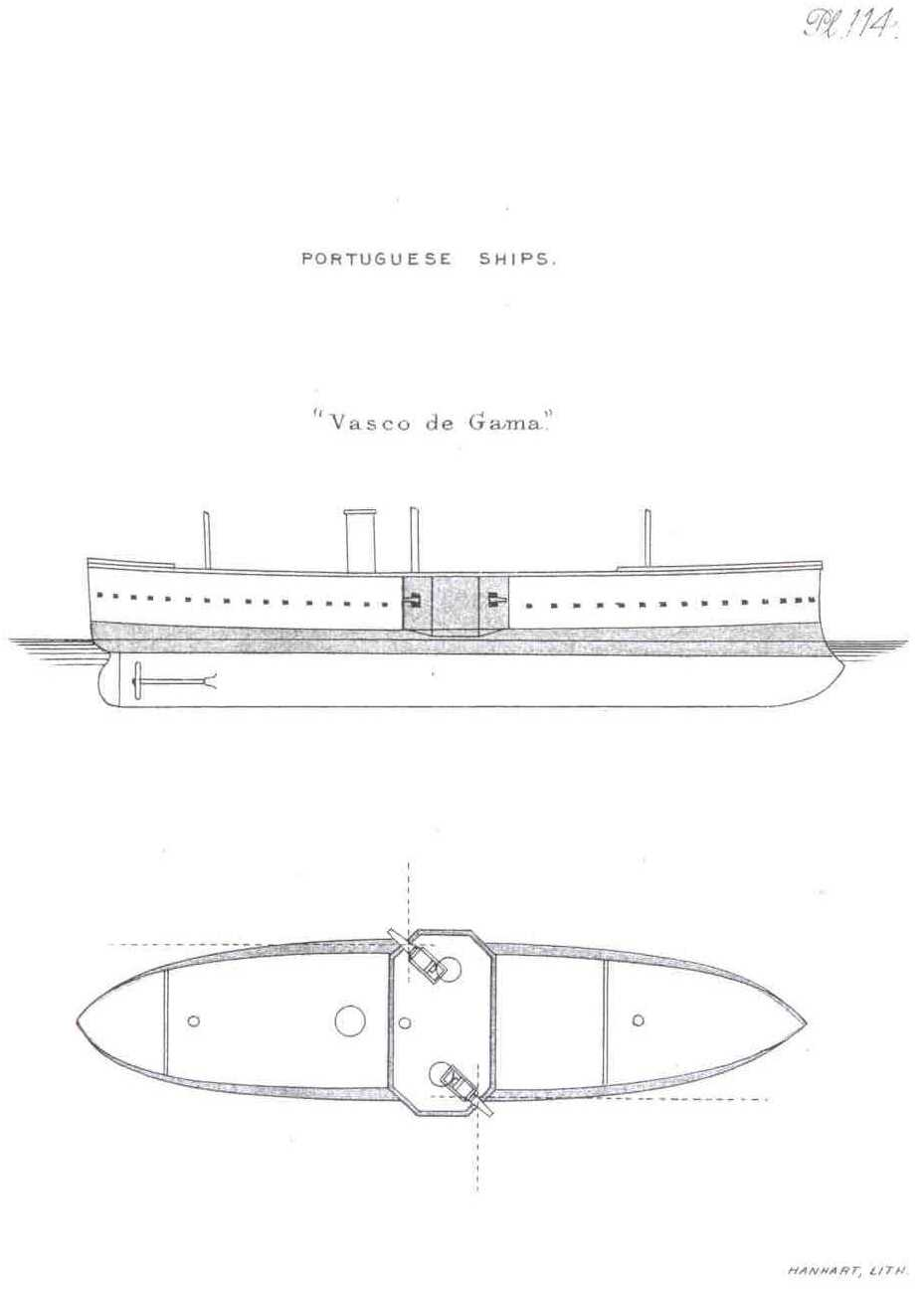
Dibujo de las vistas lateral y superior de Vasco da Gama en 1875

El Vasco da Gama medía 200 pies (61 m) de largo entre perpendiculares, y tenía una manga de 40 pies (12 m), aunque en los cañones de la batería principal, el barco tenía 46 pies y 6 pulgadas (14,17 m) de ancho. Tenía un calado máximo de 19 pies (5,8 m). Desplazó 2384 toneladas métricas (2346 toneladas largas; 2628 toneladas cortas) como se construyó originalmente. Estaba equipada con una plataforma barquentine y una máquina de vapor con una potencia nominal de 3000 caballos de fuerza indicados (2200 kW), que producían una velocidad máxima de 10,3 kN (19,1 h; 11,9 mph). Tenía una tripulación de 232 oficiales y hombres.
Como estaba construido, el Vasco da Gama estaba armado con una batería principal de dos cañones de 10,2 pulgadas (260 mm), colocados en barbetes individuales uno al lado del otro en medio del barco. También estaba equipada con un solo cañón de 5,9 pulgadas (150 mm) montado en su popa y cuatro cañones de 9 libras para la defensa de corto alcance contra los torpederos. Estaba protegida con un cinturón blindado de hierro completo que tenía 4 pulgadas (100 mm) de espesor en cada extremo y 9 pulgadas (230 mm) de espesor en el medio del barco. Los cañones de la batería principal estaban protegidos por barbetas de 10 pulgadas (250 mm) de espesor.

## Historial de servicio

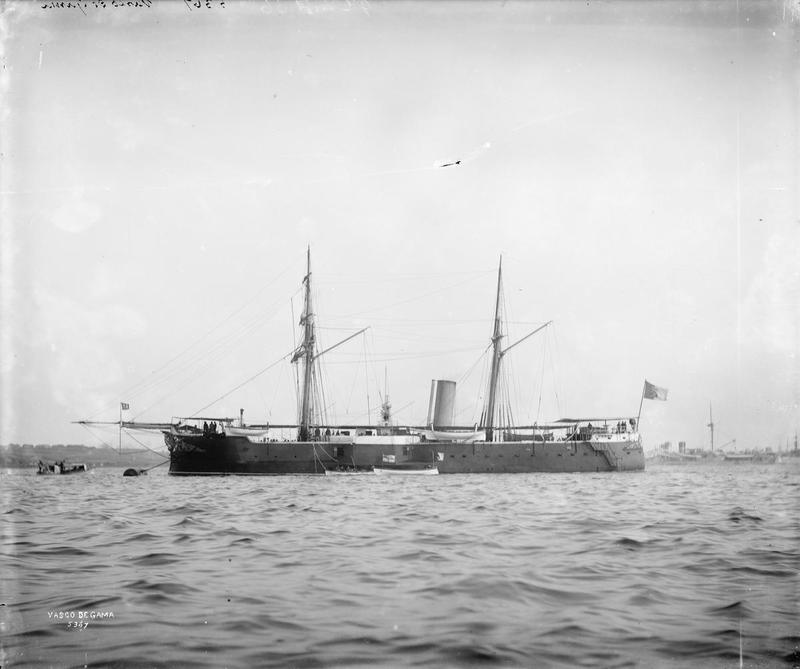
El Vasco da Gama, en su diseño original, en 1895.

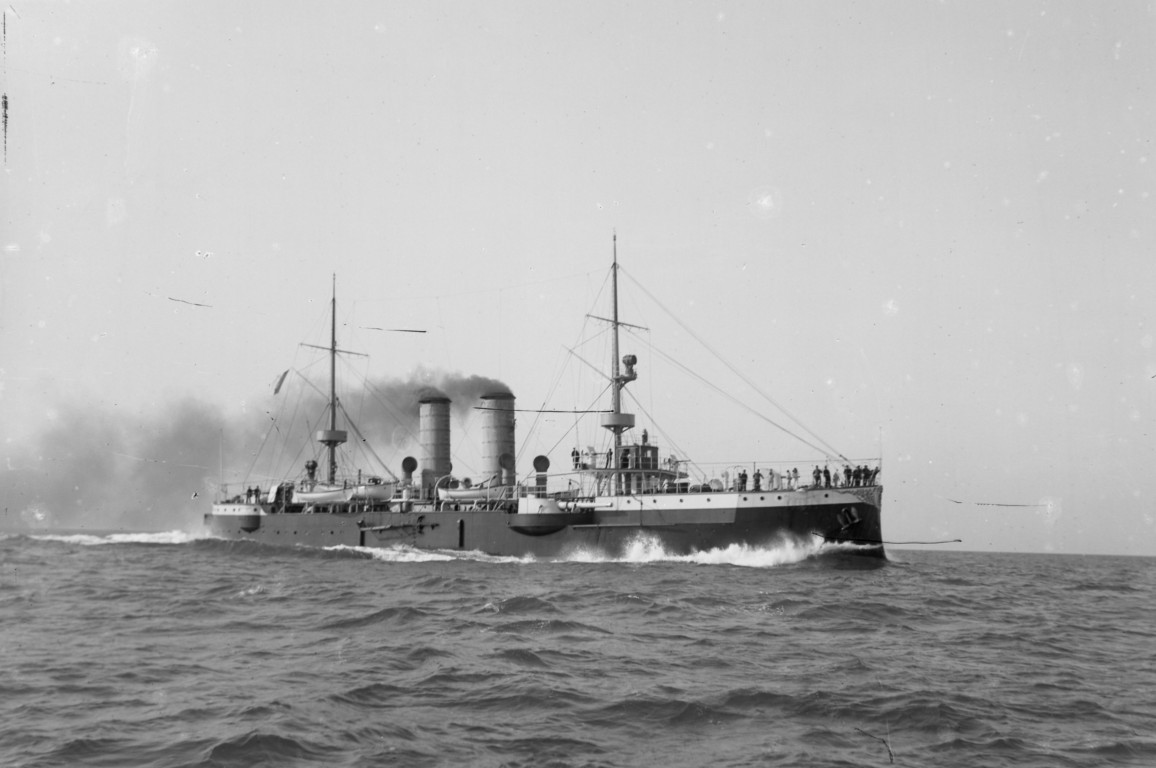
El Vasco da Gama, tras su profunda remodelación en Italia, en 1904.

El Vasco da Gama se instaló en el astillero Thames Iron Works en Londres, Gran Bretaña en 1875, y fue botado el 1 de diciembre de 1876. El barco se completó en 1878. Sirvió como parte de la fuerza de defensa costera que protegía Lisboa, la capital portuguesa, y la desembocadura del río Tajo. El 26 de junio de 1897, el Vasco da Gama participó en la Revisión de la flota en Spithead celebrando el Jubileo de diamante de la Reina Victoria del Imperio Británico. En ese momento, el barco estaba comandado por el capitán Barreto de Vascomellos.
En 1901, el Vasco da Gama fue llevado al dique seco en el astillero Orlando en Livorno, Reino de Italia, para una reconstrucción importante. Fue cortado por la mitad y alargado por una sección de 32 pies y 6 pulgadas (9,91 m) de largo. Fue equipado con nuevos motores y calderas acuatubulares más potentes con una potencia de 6000 caballos de fuerza (4500 kW); esto aumentó su velocidad a 15,5 nudos (28,7 km/h; 17,8 mph). Su aparejo de vela también fue retirado. Sus cañones de la batería principal fueron reemplazados por nuevos cañones L/40 de 8 pulgadas (200 mm) en sponsons, el cañón corto de 5,9 pulgadas fue reemplazado por un nuevo cañón largo de 5.9 pulgadas L/45, y seis cañones de 3 libras aumentaron su defensa de corto alcance. Se quitó la armadura de su cinturón de hierro y se instaló una armadura de acero más fuerte en su lugar. La tripulación del barco aumentó a 260 oficiales y hombres. Todos los cambios hicieron que su desplazamiento aumentara a 2972 toneladas métricas (2925 toneladas largas; 3276 toneladas cortas). El trabajo en Vasco da Gama se completó en 1903.
El 27 de agosto de 1907, una explosión de gas a bordo del barco hirió a varios tripulantes. Durante los disturbios políticos en abril de 1913, parte de la tripulación del Vasco da Gama tuvo que ser sacada del barco, ya que habían estado involucrados en un plan de golpe de Estado ultrarradical contra la Primera República Portuguesa . El 14 de mayo de 1915, la tripulación volvió a participar en disturbios; se amotinaron y mataron al capitán del barco y bombardearon Lisboa, matando a unas cien personas. El Vasco da Gama siguió siendo el buque insignia de la Armada portuguesa al menos hasta 1914, ya que el presupuesto naval portugués era insuficiente para financiar un buque de reemplazo adecuado. Durante la Primera Guerra Mundial, cuando Portugal entró en la guerra en 1916 el barco sirvió como escolta para las buques mercantes que transportaban tropas a África y Francia. Posteriormente, completamente obsoleto, permaneció en la flota portuguesa hasta 1935, cuando fue vendido para desguace.
Parte de su artillería llegó a abastecer, en el contexto de Portugal en la Segunda Guerra Mundial, a la Batería Costa da Monte da Guia y la Batería Costa da Espalamaca, en la Bahía de Horta, en la isla de Fayal, en las Azores.

## Galería

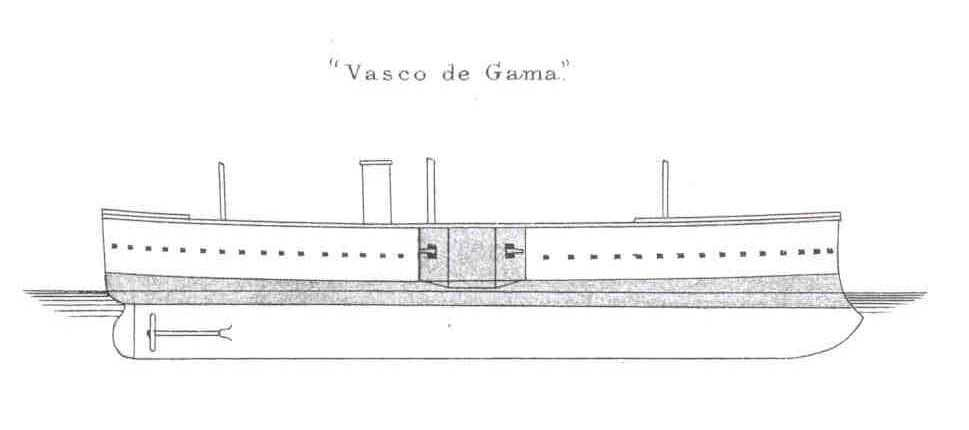
Perfil del barco en 1875
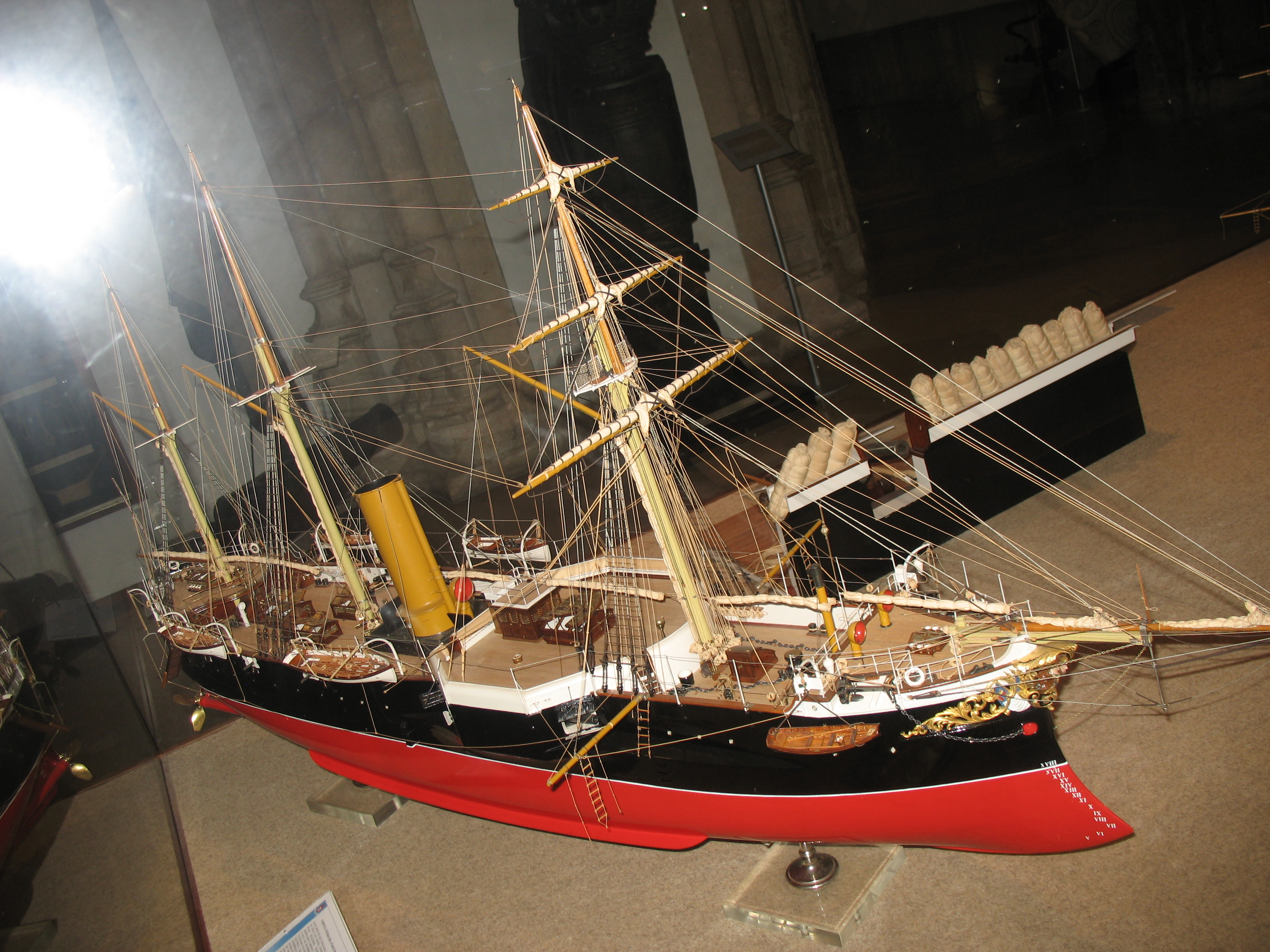
Maqueta del Vasco da Gama con su diseño original, en el Museu de Marinha
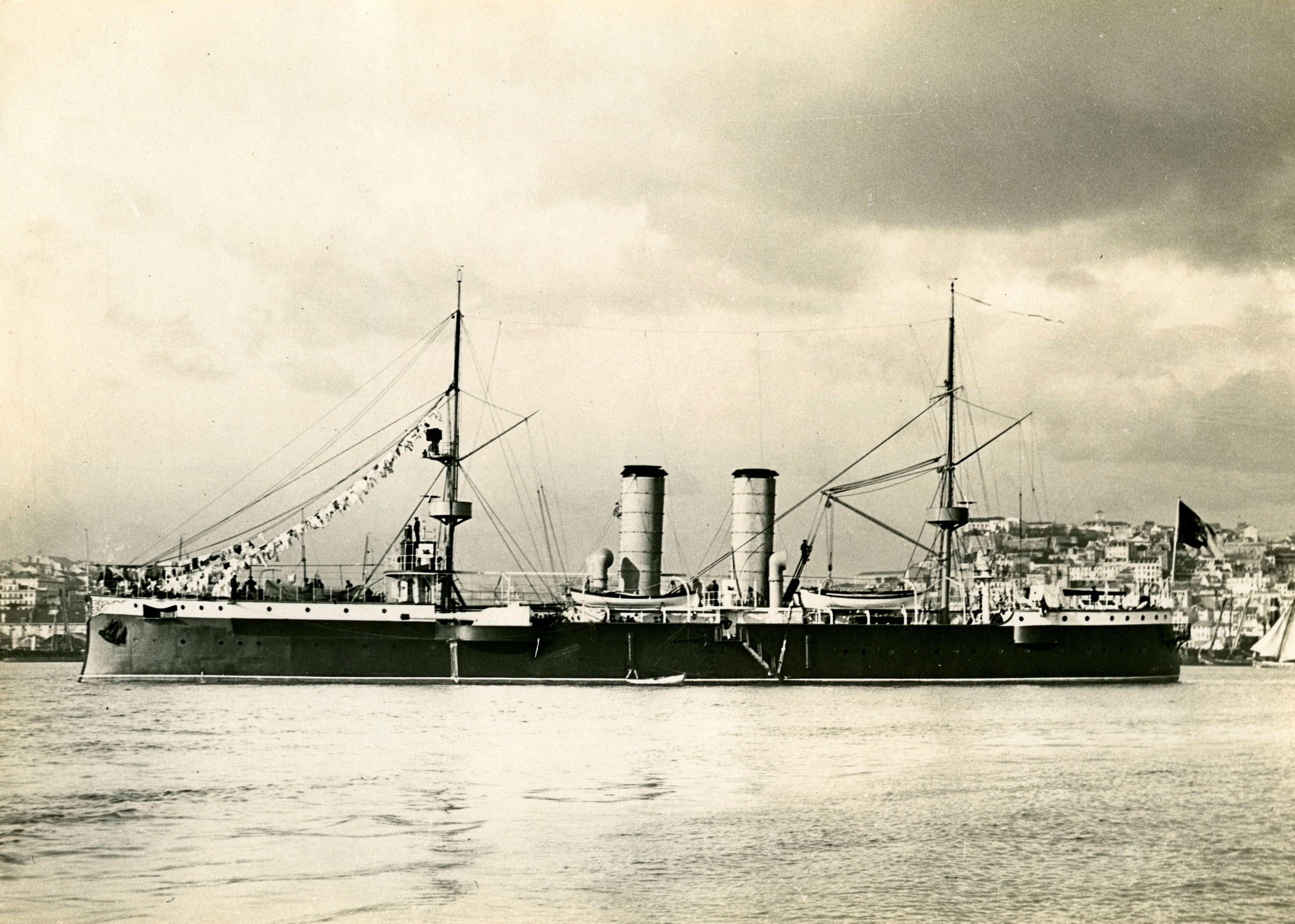
Babor del buque
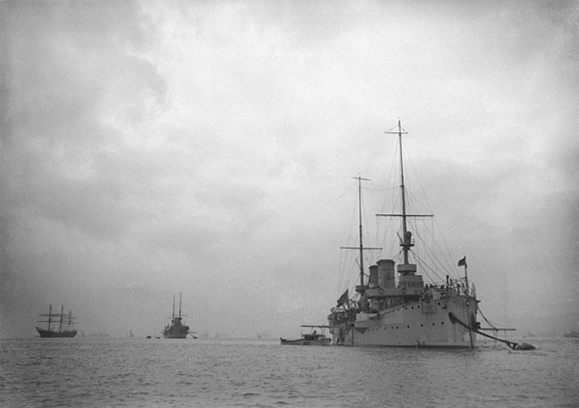
Proa del buque
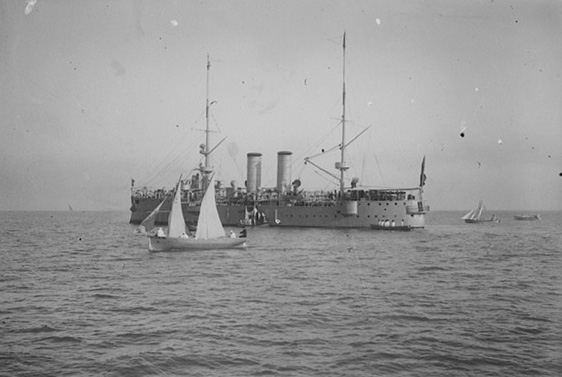
Popa del buque